# Akdeniz Universiteitstadion
Het Akdeniz Universiteitstadion (Turks: Akdeniz Üniversitesi Stadyumu) is een multifunctioneel stadion in Antalya, een stad in Turkije. Het stadion ligt op het terrein van de Akdenizuniversiteit.
De kosten van de bouw waren €12,8 miljoen. Het stadion werd geopend in 2012. In het stadion is plaats voor 7.083 toeschouwers. Het stadion wordt gebruikt voor sportwedstrijden op de universiteit. Waaronder voetbal- en atletiekwedstrijden. De club Antalyaspor heeft dit stadion een aantal seizoenen gebruikt voor hun thuiswedstrijden.

## Interland
| Voetbalinterlands | Voetbalinterlands | Voetbalinterlands     | Voetbalinterlands | Voetbalinterlands | Voetbalinterlands |
| №                 | Datum             | Wedstrijd             | Uitslag           | Competitie        | Toeschouwers      |
| ----------------- | ----------------- | --------------------- | ----------------- | ----------------- | ----------------- |
| 1                 | 15 november 2013  | Albanië – Wit-Rusland | 0–0               | Vriendschappelijk | 50                |